# Matěj Praveček
Matěj Praveček (24. února 1832 Radenín – 13. prosince 1902 Soběslav) byl český pedagog, kapelník, violista a varhaník.

## Životopis
Narodil se 24. února 1832 v Radeníně u Tábora. Nejprve vystudoval na pražské škole v Budči. Později studovala na Varhanické škole v Praze. V letech 1855 až 1863 byl na vojně v Písku, kde u vojenského pluku hrál na lesní roh. Po odchodu z armády se stal řídícím učitelem na škole v Hrobech u Tábora. Na škole zůstal až do roku 1901, jeden rok před svou smrtí. Souběžně v letech 1870 až 1874 učil na radenínské škole.
Byl také kapelník, pěvec, hudebník a varhaník. Složil několik písní. Patřil mezi oblíbené interprety krakovských pánů.
Zemřel 13. prosince 1902 v Soběslavi. Bylo mu 70 let. Zůstali po něm tři synové – Alois, Rudolf a Jindřich. Všichni tři šli ve stopách svého otce a věnovali se hudbě.